# Đá vụn

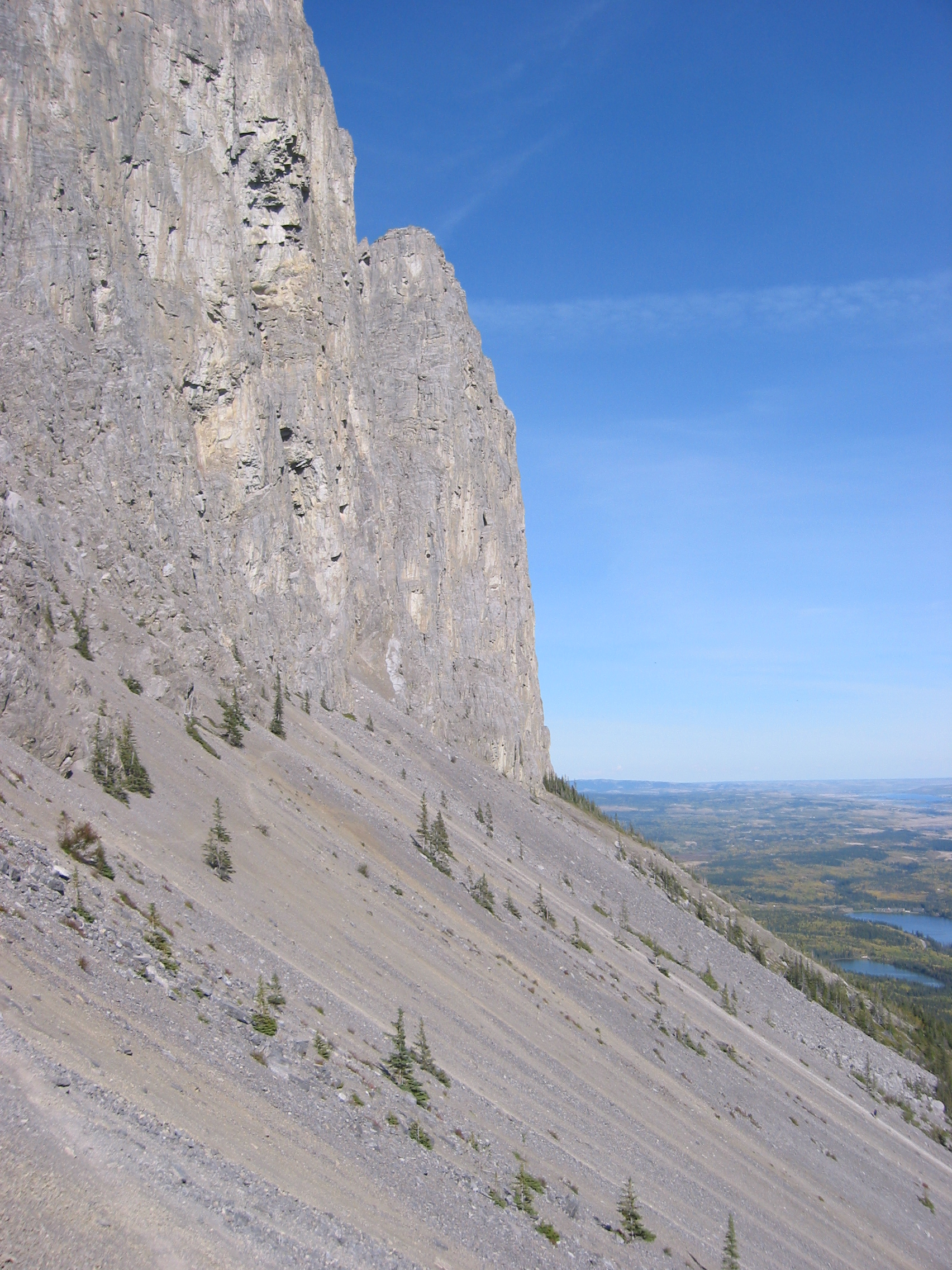
Talus phía dưới núi Yamnuska, Alberta, Canada.

Đá vụn là tập hợp những mảnh đá vỡ ở dưới vách đá, đồi, núi lửa hoặc thung lũng được tích tụ trong lúc lở đá từ những khu vực xung quanh. Sự hình thành đất liền từ những vật liệu này được gọi là talus deposits (sự bồi đắp Talus). Bồi đắp Talus điển hình có hình lõm hướng lên, trong khi độ nghiêng lớn nhất tương ứng với góc nghỉ của kích thước mảnh vỡ.

## Sự hình thành

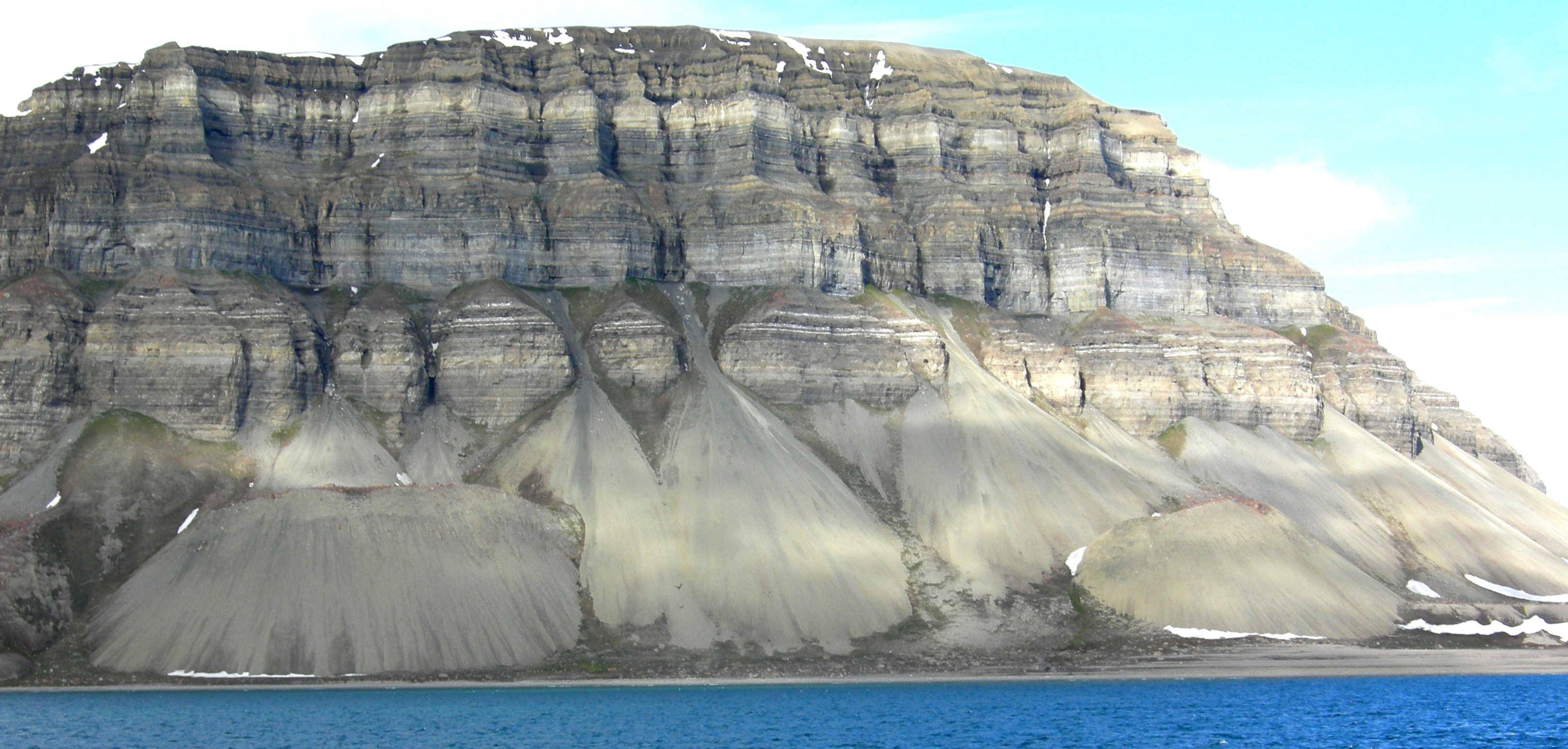
Talus hình nón trên bờ bắc của Isfjord, Svalbard, Na Uy.

Sự hình thành đá vụn hoặc bồi đắp talus là kết quả của phong hóa cơ học, phong hóa hóa học và quá trình xói mòn từ đá. Quá trình khiến giảm độ dốc phần lớn phụ thuộc vào khí hậu của vùng (nhiệt độ, lượng mưa, vv.). Các ví dụ là:
- Quá trình sinh học
- Phong hóa hóa học bởi sự hiđrat hóa khoáng vật, sự hòa tan, và bồi đắp muối
- Phong hóa cơ học bởi băng
- Ứng suất nhiệt
- Ứng suất địa hình

Sự hình thành đá vụn thường được quy cho sự hình thành của băng trong dốc núi đá. Ở ban ngày, nước chảy vào trong những khe nứt và bị kẹt trong lớp tường đá. Nếu nhiệt độ hạ xuống trong một điều kiện nhất định, ví dụ là vào ban đêm, nước có thể bị đóng băng. Nước tăng thêm 9% khi nó bị đóng băng, điều này khiến nó tạo ra một lực lớn có thể gây ra những vết nứt mới hoặc bị kẹt trong trạng thái không cân bằng. Trường hợp đặc biệt (đóng băng nhanh và sự giam giữ nước) có thể cần đến cho tình huống này để diễn ra. Quá trình hình thành đá vụn từ phong hóa sương giá được cho rằng là thường diễn ra vào thời điểm mùa xuân và mùa thu, khi nhiệt độ mỗi ngày dao động trong khoảng nhiệt độ đóng băng của nước, và tuyết tan sản sinh ra nước.
Sự hiệu quả của quá trình phong hóa sương giá trong sự sản sinh đá vụn được tranh luận bởi các nhà khoa học. Nhiều nhà nghiên cứu tin rằng sự hình thành của băng trong hệ thống khe nứt lớn không thể tạo ra áp lực lớn, nhưng thay vào đó cho rằng là nước và băng chảy ra khỏi khe nứt khi có áp lực. Nhiều người bàn luận rằng sự trương sương giá, giống những khu vực có tầng đất đóng băng vĩnh cửu, có thể là một vai trò quan trong trong sự hạ xuống vách đá ở những địa điểm lạnh giá.

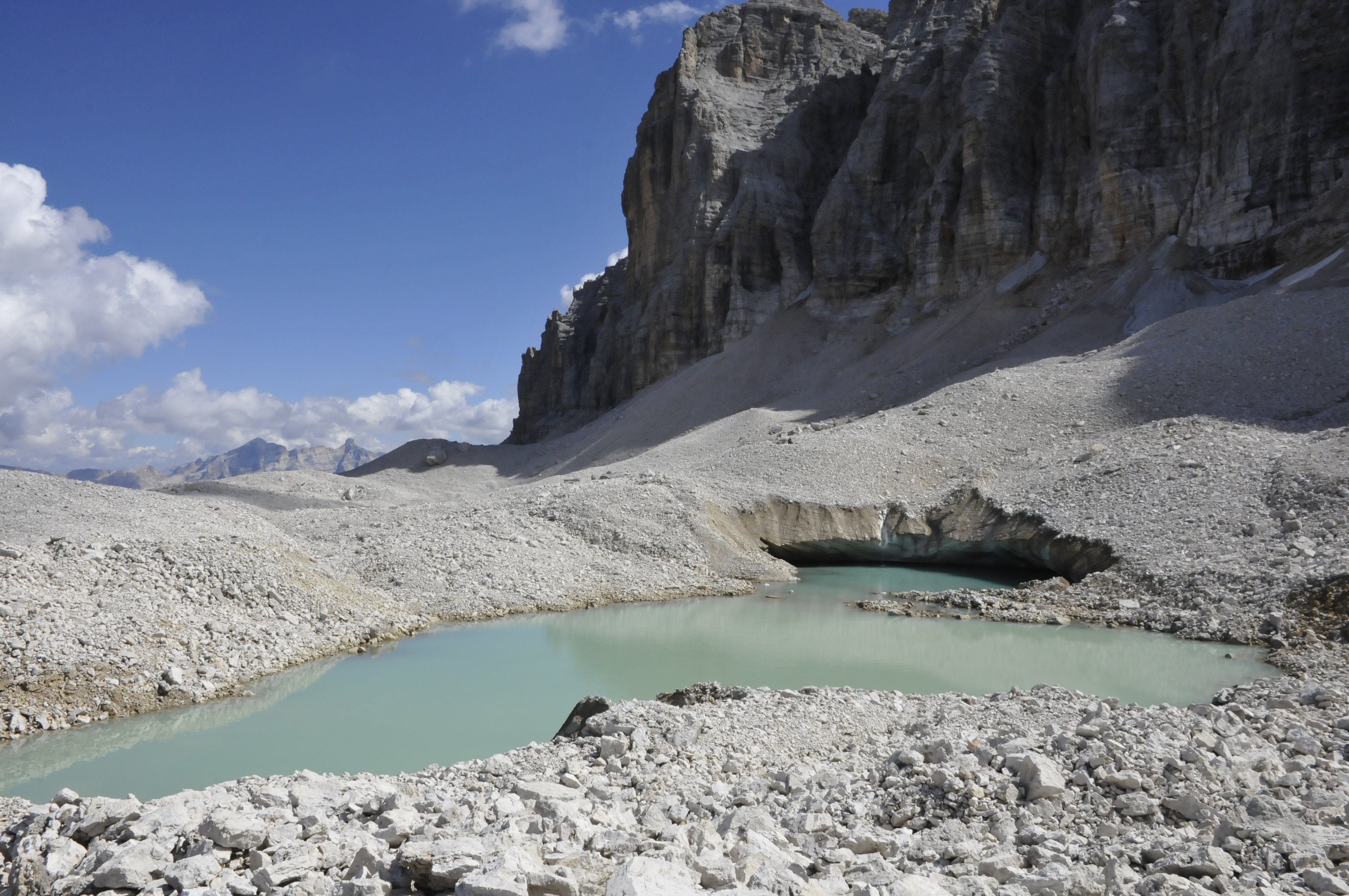
Đá vụn bao phủ sông băng, Lech dl Dragon, Ý

Đá vụn có thể bao phủ một sông băng. Ví dụ, Lech dl Dragon, trong nhóm Sella của Dolomites, được lấy từ nước tan chảy của sông băng, ẩn mình dưới lớp đá vụn dày. Quá trình tan chảy của sông băng được làm chậm bởi lớp bảo vệ của đá vụn.
Cuối cùng, một dốc đá có thể hoàn toàn bị bao phủ bởi những đá vụn của chính nó.